# Albert Corey
Pour les articles homonymes, voir Corey.
Albert Corey, né le 16 avril 1878 à Meursault et mort le 3 août 1926 dans le 15e arrondissement de Paris,, est un athlète français qui a participé aux Jeux olympiques de 1904 de Saint-Louis où il s'est classé deuxième du marathon. Il vivait à ce moment aux États-Unis, et les historiens ne se sont jamais vraiment accordés quant à savoir si sa médaille revenait à la France ou aux États-Unis. 116 ans après l'épreuve, le CIO attribue finalement la médaille à la France, la seule de ce pays dans cette édition des Jeux olympiques.

## Biographie
Albert Corey est le fils d'un propriétaire viticole de Meursault. Il connait quelque succès en course à pied en 1895 et 1896, puis intègre l’armée à 18 ans dans le 8e bataillon de chasseurs à pied. Il y reste quatre ans de 1898 à 1902, il est alors considéré comme un excellent sportif. Mais très vite, il déserte l’armée pour aller refaire sa vie aux États-Unis.
Dès son arrivée sur le sol américain en 1903, Corey commença sa nouvelle vie pour subsister en étant payé comme briseur de grève, à Saint-Louis.
Aux Jeux olympiques de 1904 à Saint-Louis, ce Français résidant aux États-Unis depuis l’année précédente fut inscrit comme Américain pour une question de papiers, bien qu'en 1904 - comme de nos jours pour espérer devenir citoyen américain - il fallait prouver d'au moins cinq années consécutives de résidence sur le territoire.
Corey remporte la médaille d'argent de l'épreuve du marathon en 3 h 34 min 52 s, devancé par l'Américain Thomas Hicks (3 h 28 min 53 s). Ce dernier, en difficulté lors des onze derniers kilomètres, reçut plusieurs injections de strychnine et absorba des œufs battus dans du brandy. Ce cocktail ingurgité provoqua un incident rare, les officiels de la course n'arrivant pas à arrêter Hicks après qu'il eut franchi la ligne d'arrivée.
Corey gagne également la médaille d'argent de l'épreuve par équipes du 4 miles, avec ses 4 partenaires tous américains du Chicago Athletic Association. Curieusement, alors qu’il reste toujours comme simple ressortissant français, sa médaille individuelle est comptabilisée au bénéfice des États-Unis par le mouvement olympique alors que la deuxième médaille, celle en équipe, est attribuée à une équipe mixte en raison de la composition franco-américaine du collectif.
En 2021, son identité est rétablie par le Centre d'études olympiques, une division du CIO,.
En mai 2021, à la suite d'un ouvrage portant sur Albert Corey, le CIO reconnaît la médaille de l'athlète au Marathon olympique 1904 comme française.
En 2023, une démarche de contestation du classement au marathon olympique de 1904 s'opère via la découverte de documents issus de journaux américains,.
La Société internationale des historiens olympiques (ISOH) qui publie l’avancée de ses travaux sur les pages concernant les Jeux olympiques sur le site Sports Reference, comptabilise la médaille d'argent individuelle au bénéfice de la France et non des États-Unis.
Corey rentre en France avant novembre 1914, il participe au premier conflit mondial en tant que sergent fourrier au sein du 26e bataillon de chasseurs à pied et est décoré de la Croix de guerre. Comptable de profession, il se marie avec Marie Sassard en avril 1919 à Paris et meurt dans cette même ville en 1926 à l'hôpital Boucicaut.

## Palmarès
- Jeux olympiques d'été de 1904 (Saint-Louis) :
  -  Médaille d'argent à l'épreuve du marathon (3 h 34) ;
  -  Médaille d'argent à l'épreuve du 4 miles (Chicago Athletic Association, Cross par équipes).